# Яжембский, Александр
Александр Яжембский (пол. Aleksander Jarzębski; 26 января 1910, Астрахань — 19 декабря 1962, Варшава) — польский композитор и музыкальный педагог.
Старший сын скрипача Юзефа (Иосифа Феликсовича) Яжембского, преподававшего в 1909—1911 гг. в музыкальном училище Астраханского отделения Императорского Русского музыкального общества, и его жены Софии из рода Боратынских, правнучки адмирала Ильи Баратынского, приходившегося дядей поэту Евгения Баратынского. В 1911 г. семья перебралась в Варшаву (в годы Первой мировой войны некоторое время жила в Житомире).
Окончил Варшавскую консерваторию, ученик Петра Рытеля и Казимежа Сикорского, в 1928—1932 гг. занимался также историей и философией в Варшавском университете под руководством Яна Кароля Кохановского. Член Союза польских композиторов (1945).
Наиболее известен как педагог, один из основателей (1950) и, с 1952 г. до конца жизни, директор Государственного музыкального лицея. Он «больше хотел сделать и больше видел, чем обычный учитель», — вспоминал о Яжембском композитор Збигнев Рудзиньский, вместе с Томашем Сикорским бравший у него дополнительные уроки гармонии.
Погиб в авиакатастрофе самолёта Vickers Viscount в Варшаве.
Брат — скрипач Станислав Яжембский (1915—1971), известный как участник премьеры фортепианного трио Анджея Пануфника в 1936 году.